# タミー・ジャクソン
タミー・ジャクソン（Tammy Jackson、1962年12月3日 - ）は、アメリカ合衆国フロリダ州ゲインズビル出身の元女子バスケットボール選手である。

## 経歴
フロリダ大学ではセカンドチームにも選ばれる活躍を見せ、卒業後は国外でプレー。
1990年から1993年まで日本のシャンソン化粧品に所属。日本リーグ→Wリーグ10連覇のうちの最初のV3の原動力となる。
1997年にWNBAが発足されると、ヒューストン・コメッツに所属。一時はワシントン・ミスティクスに短期間移籍するも、WNBA最初の4連覇に貢献した。
2002年引退。

## ナショナルチーム
米国代表としてバルセロナ五輪に出場。銅メダルを獲得している。